# NGC 5973
NGC 5973 ist eine 14,4 mag helle linsenförmige Galaxie mit ausgeprägten Emissionslinien vom Hubble-Typ S0-a im Sternbild Waage. Sie ist schätzungsweise 163 Millionen Lichtjahre von der Milchstraße entfernt.
Sie wurde am 26. Mai 1864 von Albert Marth entdeckt.